# Lael Ely Bradshaw
Pour les articles homonymes, voir Bradshaw.
Lael Ely Bradshaw est un paléontologue américain.
En 1969, il décrit les genres de conodontes Oistodella, Tripodus et Tropodus.

## Publications
- (en) Bradshaw L.E., 1969. Conodonts from the Fort Peña Formation, Middle Ordovician, Marathon Basin, Texas. Journal of Paleontology, Vol. 43, No. 5 (Sep., 1969), pp. 1137-1168 (URL stable sur JSTOR).